# Episodi di Ballard
Gli episodi della prima stagione della serie televisiva Ballard sono stati resi disponibili in streaming su Prime Video il 9 luglio 2025 in tutti i Paesi in cui il servizio è disponibile.
| nº | Titolo originale        | Titolo italiano                 | Pubblicazione USA | Pubblicazione Italia |
| -- | ----------------------- | ------------------------------- | ----------------- | -------------------- |
| 1  | Library of Lost Souls   | La biblioteca delle anime perse | 9 luglio 2025     | 9 luglio 2025        |
| 2  | Haystacks               | L'ago nel pagliaio              | 9 luglio 2025     | 9 luglio 2025        |
| 3  | BYOB                    | Ognuno per sé                   | 9 luglio 2025     | 9 luglio 2025        |
| 4  | Landmines               | Terreno minato                  | 9 luglio 2025     | 9 luglio 2025        |
| 5  | What's Done in the Dark | Segreti nell'ombra              | 9 luglio 2025     | 9 luglio 2025        |
| 6  | Beneath the Surface     | Oltre le apparenze              | 9 luglio 2025     | 9 luglio 2025        |
| 7  | Fork in the Road        | Davanti a un bivio              | 9 luglio 2025     | 9 luglio 2025        |
| 8  | Last Call               | Ultima chiamata                 | 9 luglio 2025     | 9 luglio 2025        |
| 9  | Collateral              | Danni collaterali               | 9 luglio 2025     | 9 luglio 2025        |
| 10 | End of the Line         | Capolinea                       | 9 luglio 2025     | 9 luglio 2025        |

## La biblioteca delle anime perse
- Titolo originale: Library of Lost Souls
- Diretta da: Jet Wilkinson
- Scritta da: Michael Alaimo e Kendall Sherwood

### Trama
La detective del LAPD Renée Ballard lavora al turno di notte, mentre di giorno dirige una nuova unità dedicata ai crimini rimasti irrisolti da parecchio tempo. Durante l'ultimo servizio notturno, Ballard ha sparato a un sospetto dopo averlo inseguito in mezzo alla strada, rischiando di subire un'indagine interna. Invece, la sua unità di crimini irrisolti deve operare in un contesto di oggettiva difficoltà, tra personale in larga parte volontario e un budget a malapena sufficiente per tirare avanti. I cold case di cui l'unità si sta attualmente occupando sono la scomparsa di John Doe, un bambino di sei anni, e quella di Sarah Pearlman, sorella del consigliere municipale Jake che pressa Ballard affinché si arrivi finalmente a una conclusione.
Avendo bisogno di una risorsa professionale, non potendosi accontentare del comunque valido aiuto offertole dal detective in pensione Thomas Laffont e dalla volontaria Colleen Hatteras, Ballard vuole reclutare per la sua unità Zamira Parker, una giovane ex agente che ha lasciato la polizia per non meglio precisati motivi personali. Nel caso di John Doe, Ballard contatta l'ex investigatore che se ne era occupato, scoprendo che il dipartimento di polizia ha coperto una lite avvenuta nel motel in cui il bambino è stato visto vivo l'ultima volta. Sul fronte Sarah Pearlman, spunta un nastro contenente DNA della ragazza, mandato immediatamente a far esaminare. Ballard torna a casa, dove vive assieme alla nonna Tutu e alla cagnolina Lola, rievocando un incidente avvenuto l'anno precedente.
Parker inizia a valutare la proposta di Ballard, recandosi al motel in cui è scomparso John Doe, caso che ai tempi era stato seguito dal detective Olivas. Costui non vede di buon occhio l'intromissione di Parker, segnalando la questione a Ballard, con la quale ha avuto una relazione. Quando Ballard le rivela di essere  stata molestata da Olivas, finendo agli affari irrisolti per averlo denunciato, Parker accetta di lavorare per lei, soprattutto perché il suo obiettivo è risolvere il caso di John Doe come forma di vendetta nei confronti del collega. Il mistero si infittisce quando, il giorno dopo, una donna delle pulizie è ritrovata morta al motel. Informata che l'assassino di Sarah Pearlman si è reso responsabile di un altro crimine, l'omicidio di Laura Wilson nel 2008, Ballard scopre che l'investigatore di quest'ultimo era stato Harry Bosch.

## L'ago nel pagliaio
- Titolo originale: Haystacks
- Diretta da: Jet Wilkinson
- Scritta da: Thania St. John

### Trama
Siccome la Rapine e Omicidi si è appropriata dell'omicidio di Yulia Kravetz, la cameriera morta nel motel, Ballard conduce indagini nascoste per trovare il legame con il caso di John Doe e cerca di identificare un uomo immortalato dalla telecamera. Jake Pearlman nega che Brian Richmond, il sospettato dell'uccisione di Sarah, possa aver ammazzato anche Laura Wilson, poiché all'epoca era in missione in Iraq. Ballard cerca un possibile legame tra Sarah e  Laura, però la madre di quest'ultima nega che si conoscessero. Durante un colloquio con la Dottoressa Sandoval, incaricata di valutarne la tenuta psicologica dopo l'incidente nel turno di notte, Ballard nega di essere stata fisicamente violentata da Olivas. Laffont e Colleen si recano in obitorio a recuperare il proiettile estratto dal cadavere di Yulia.
Una coperta del motel è rinvenuta in una comunità di senzatetto, portando Ballard e il partner Ted Rawls a fermare Sean Wright, detto Frosty. Rimediata qualche leggera escoriazione, Ballard si fa curare dal fidanzato massaggiatore Aron. I due trascorrono la notte insieme e il mattino seguente Aron è protagonista di una divertente gaffe con Tutu, rientrata anzitempo da un torneo di carte fuori città. Nyland, l'agente della Rapine e Omicidi responsabile delle indagini su Yulia, si è accorto dell'intromissione di Ballard nel suo caso; tuttavia, il capitano Berchem riconosce che lei ha fatto più progressi di Nyland, arrivando ad arrestare Frosty, così le cede le indagini su Yulia. Parker confida a Ballard che la madre non è a conoscenza del suo rientro in polizia, venendo invitata a dirglielo il prima possibile.
Frosty confessa di essere stato pagato da un uomo per commettere l'omicidio di Yulia, però le sue condizioni di disagio psichico non lo rendono molto attendibile. Ballard incarica la squadra di trovare la pistola seppellita da Frosty. Bosch si presenta in centrale, alterato per la visita di Ballard alla madre di Laura, diventando più conciliante quando la collega gli riferisce delle tracce di DNA che sono state rinvenute. Ballard ne approfitta per raccogliere informazioni da Bosch sul caso, mentre Parker e Rawls trovano la pistola di Frosty. Si scopre, però, che inspiegabilmente il proiettile non è mai stato fatto analizzare. Nello stesso momento, un poliziotto del LAPD telefona a qualcuno per riferire che Ballard e il suo team hanno arrestato Frosty, facendo un buco nell'acqua perché non è il vero colpevole.

## Ognuno per sé
- Titolo originale: BYOB
- Diretta da: Patrick Cady
- Scritta da: Julissa Castillo

### Trama
Nel 2006 lo studente Nick Thatcher, membro della confraternita universitaria KZE, morì in quello che fu derubricato come un incidente. Di diverso avviso è Raquel, la sorella di Nick, tratta in arresto per aver manifestato contro gli studenti della KZE, tornati in città per una rimpatriata e da lei accusati di averlo ucciso. Berchem ordina a Ballard di riaprire le indagini su Nick, dandogli la massima priorità. Ballard e Laffont puntano su Joey Lucas, l'anello debole del gruppo di ex studenti, per abbattere il muro di omertà della confraternita. Ballard termina il ciclo di incontri con Sandoval, ma la dottoressa le suggerisce di continuare a vedersi perché ci sono ancora parecchi nodi da sciogliere. Martina Castro, tirocinante del team, sta facendo i salti mortali per terminare gli studi.
Nonostante sia assorbita dal caso di Nick, Ballard continua a indagare sulla vicenda del proiettile e scopre che a firmare per il suo smaltimento è stato il detective Charlie Grant, all'epoca impiegato nella Buoncostume e partner di Laffont. Uno stizzito Grant mostra che la firma è stata falsificata e accusa Ballard di essersi inventata tutto, esattamente come avrebbe fatto con Olivas. Laffont rassicura Ballard che gode della sua piena fiducia, in barba a quanto possano pensare gli altri. Pressata da Ballard e dall'anziano nonno, anch'egli poliziotto, Parker si mette all'opera per ottenere il distintivo e acquisire piena operatività. Tutu vorrebbe che Ballard costruisse da sé una tavola da surf, però la nipote è contraria perché le ricorda il padre defunto.
Dopo aver interrogato Lucy Duncan, fidanzata di Nick all'epoca dell'università, Ballard convoca Meredith Haines, un'altra ragazza che frequentava la confraternita e le cui performance sessuali non erano riportate nel Libro della vergogna, un tomo contenente racconti dettagliati di tutte le "avventure erotiche" avvenute nella KZE. Meredith rivela di aver avuto un rapporto con Nick e strappato il foglio su di sé, dopodiché lo ha fatto cadere dal terrazzo perché incurante della cattiveria fattale. Ballard decide di affrontare il proprio dolore e sballa la cassa contenente la tavola da surf. Manny Santos, l'agente corrotto che conosce la verità sull'omicidio di Yulia, abborda Martina in un bar.

## Terreno minato
- Titolo originale: Landmines
- Diretta da: Patrick Cady
- Scritta da: Brandi Nicole

### Trama
Ken Chastain è rimasto vittima di un incidente stradale mentre era in servizio con un tasso alcolemico superiore alla norma. Ballard incassa a fatica la notizia, trattandosi del suo vecchio partner e ricordando di averlo aggredito fisicamente quando lo ha incontrato l'ultima volta, dato che si ostinava a non capire la sua iniziativa contro Olivas. Dapprima riluttante ad andare al funerale, Ballard si fa convincere da Parker a non mancare all'ultimo saluto al suo partner, dove incontra Olivas e i vecchi colleghi della Rapine e Omicidi. I rimorsi di Ballard sono accresciuti dalla vedova di Chastain, dalla quale apprende che il collega si stava convincendo avesse avuto ragione a denunciare Olivas, facendola sentire in colpa per avergli dato addosso senza rendersi conto che era dalla sua parte. Parker reagisce in modo strano alla notizia che è Olivas l'aggressore di Ballard, adombrando il sospetto che anche lei possa essere stata una sua vittima.
Martina è riuscita a ottenere una ricostruzione tridimensionale del proiettile di John Doe, ricollegandolo a una pistola utilizzata in un altro crimine commesso da Javier Fuentes. Costui, incarcerato, è disposto a collaborare con Ballard soltanto se gli farà ottenere la sospensione della pena e la protezione testimoni. Fuentes asserisce di aver utilizzato la stessa pistola con cui è stato ucciso Luis Ibarra, coyote di un cartello della droga messicano, svelando l'esistenza di un giro di armi tra i poliziotti del LAPD e gli stessi cartelli. Fuentes fa il nome di un poliziotto bianco sulla quarantina, noto come Montana, che gli ha venduto la pistola incriminata. Montana è identificato in Anthony Driscoll, non a caso in combutta con Manny Santos, il quale nel frattempo sta continuando a lavorarsi Martina in una frequentazione sempre più intima. Mentre sta lavorando alla costruzione della tavola da surf, Ballard racconta ad Aaron che suo padre è morto proprio in un incidente di surf quando lei aveva quattordici anni.

## Segreti nell'ombra
- Titolo originale: What's Done in the Dark
- Diretta da: Tori Garrett
- Scritta da: John Coveny

### Trama
Nelson Hastings, braccio destro del consigliere Pearlman, alza la pressione su Ballard per risolvere il caso di Sarah entro le elezioni. La squadra ha identificato il papabile furgone, rubato da un tale di nome Mike Garrison, prelevando il dna alla di lui figlia Trish. Trejano, un agente della DEA, spiega a Ballard e Laffont di una grande operazione di qualche anno prima che avrebbe dovuto condurre all'arresto dei capi del cartello della droga, però saltò tutto a causa di un informatore gestito da Driscoll. Invitata da Ballard a mangiare le famigerate costolette di Tutu, Parker si fa raccontare cosa è accaduto tra lei e Olivas, trovando inquietanti coincidenze con il suo vissuto.
Rawls e Coleen rintracciano lo sfasciacarrozze in cui è stato demolito il furgone di Garrison. Ballard è sempre più convinta della colpevolezza di Driscoll nell'omicidio di Ibarra. Martina porta Santos in ufficio, incurante di rivelargli dettagli delle indagini riguardanti lo stesso caso che lui vuole insabbiare. Driscoll non si lascia convincere dalle rassicurazioni di Santos sul fatto che Ballard non ha in mano niente, essendo peraltro concentrata su Sarah Pearlman. L'essersi aperta con Ballard porta Parker ad avere un crollo emotivo. Le tracce del furgone conducono a un deposito di proprietà di Garrison, al cui interno sono tenute scatole contenenti effetti personali di Laura Wilson, dando l'impressione di un macabro gioco da parte dell'uomo che, peraltro, versava un affitto di favore rispetto agli altri clienti della struttura.

## Oltre le apparenze
- Titolo originale: Beneath the Surface
- Diretta da: Nefertite Nguvu
- Scritta da: Liz Hsiao Lan Alper

### Trama
Ballard ha tre giorni di tempo per trovare una pista significativa, altrimenti il caso passerà alla Omicidi. Il dna di Trisha Garrison ha riscontrato sia con il padre Mike che con un cadavere sconosciuto rinvenuto a Five Points nel 1997. Pedinando Driscoll, Ballard e Laffont assistono allo scambio di un borsone in un parcheggio. Informato da un'infermiera corrotta che Fuentes è stato rapidamente spostato in isolamento dopo aver incontrato due detective, Driscoll agisce affinché lo scomodo detenuto venga eliminato. Damani, l'avvocato di Fuentes, informa Ballard che il suo cliente è in coma e vuole sapere da chi è partita la soffiata.
Abril Cortes, la fidanzata di Ibarra, fa il nome di un certo Jesús Velasco, un soldato del cartello che era stato arrestato due anni prima dell'omicidio di Ibarra e rimesso in libertà dà Driscoll. Ora Abril è preoccupata per la sorte di Gael, il figlio seienne rapito dal cartello. Parker affronta Olivas sulla violenza, sentendosi rispondere che è plagiata da Ballard. Quest'ultima ha trovato il desiderato appiglio per mantenere il caso, cioè un braccialetto appartenuto a una donna uccisa nel 2008 e trovato nel garage di Garrison. Ballard è aggredita in casa da un uomo con il passamontagna, spezzandogli la trachea e scoprendo in seguito che si tratta di Driscoll. Assistita telefonicamente da Aron, Ballard riesce a praticare una tracheotomia a Driscoll, però l'uomo si suicida prima dell'arrivo dei soccorsi.

## Davanti a un bivio
- Titolo originale: Fork in the Road
- Diretta da: Jon Huertas
- Scritta da: John Coveny

### Trama
Mentre Ballard è messa a riposo e sotto protezione da Berchem, la Omicidi si appropria dei casi Doe e Pearlman. Bosch si offre di aiutarla nelle indagini, cominciando a riposizionare il cellulare di Driscoll sulla scena del crimine. In barba agli ordini di Berchem e alle sue condizioni fisiche, Ballard torna subito operativa e individua un nuovo caso, la scomparsa dell'adolescente asiatico Ray, invischiato in una gang locale. La madre e il fratello di Ray puntano il dito contro Marcus, il suo migliore amico, scampato alla divulgazione di un video che lo vedeva coinvolto nelle attività della gang grazie alla sua famiglia. Il cadavere di Ray è ritrovato nel Colby Canyon con accanto una pistola intestata a una certa Christa Forston.
Ballard e Rawls interrogano il signor Kim, professore del quartiere che ha lottato inutilmente per tenere i suoi studenti lontani dalla gang. Eddie Forston, fratello di Christa, ha ricevuto la pistola incriminata in dono dalla sorella come deterrente contro i bulli, ma un giorno l'arma è sparita. Inoltre, Eddie riferisce che il signor Kim portava i suoi studenti al Colby Canyon per svolgere delle non meglio precisate attività. Jun, il fratellino di Ray, ha deciso di farsi giustizia da sé e minaccia di uccidere Kim. Ballard convince Jun a non fare pazzie e con rapidità si avventa su Kim che stava per impossessarsi della pistola. Bosch mostra a Ballard a chi appartiene il numero trovato sul cellulare di Driscoll: il detective Olivas.

## Ultima chiamata
- Titolo originale: Last Call
- Diretta da: Sarah Boyd
- Scritta da: Galeesa Murph e Thania St. John

### Trama
Olivas assume il comando del gruppo di poliziotti corrotti, rassicurandoli che Ballard è assai lontana dal collegarli ai traffici con il cartello. Al contrario, attraverso i numeri trovati sul cellulare di Driscoll, Ballard ha identificato parecchi degli agenti coinvolti e ordina al team massima riservatezza. Laffont appura che uno dei corrotti, Chuck Tolli, guidava la volante vista all'incontro con Driscoll nel parcheggio. Martina scopre con ribrezzo che Santos è coinvolto nel giro, avendo letto messaggi di Olivas sul suo cellulare, riferendolo immediatamente a Ballard. Riscontrato che la stagista non ha compromesso il lavoro dell'unità, pur avendo fatto entrare Santos in ufficio, Ballard le chiede di essere la loro esca per attirarlo in trappola.
Santos confessa di essere stato coinvolto nel traffico da Driscoll, identificando quasi tutti gli agenti implicati, tranne due numeri di cellulare che restano ancora sconosciuti. La squadra fa progressi anche sui fronti Ibarra, individuando la donna che aveva in affido il piccolo Gael, e Pearlman, con Ballard che ha pensato a una nuova teoria e implorato Berchem di farsi riassegnare il caso. La detective è infatti convinta che a collegare tutte le vittime di Garrison è il loro essere state giovani donne di successo. Parker rivela finalmente alla madre di essere rientrata in polizia, ottenendo una reazione meno delusa di quanto temesse. Ballard e Parker assistono con sadico piacere all'arresto di Olivas.

## Danni collaterali
- Titolo originale: Collateral
- Diretta da: Logan Kibens
- Scritta da: Ralph Gifford

### Trama
Un rossetto sulla scena del crimine di Sarah Pearlman porta a identificare Naomi Bennett, sopravvissuta a un'aggressione avvenuta alcuni mesi prima dell'omicidio di Sarah. Ottenuto da Berchem di potersi recare a Sacramento a interrogarla, Ballard incrocia in ascensore J. Edgar che, complimentandosi per l'arresto di Olivas, le pronostica un ritorno alla Omicidi se risolverà il caso Pearlman. Il consigliere vuole che Ballard si faccia intervistare per smentire presunti legami occulti tra lui e la sua unità, evocati dall'avversario in campagna elettorale. La testimonianza di Naomi porta Ballard e i suoi a focalizzarsi sul Jolie, un centro commerciale in cui la donna aveva aperto un salone di bellezza.
Portata nell'appartamento in cui subì l'aggressione, Naomi ricorda che l'uomo aveva occhi marroni e si sentiva qualcuno ridere all'esterno. Nell'intervista con Pearlman, Ballard apprende dalla giornalista che si vocifera di una sua sostituzione alla guida dell'unità, un atto dovuto a seguito di quanto successo con Driscoll in casa sua. Aron lascia Ballard perché si è reso conto che non è pronta a rendere seria la loro relazione. Ballard si fa inviare la lista dei subappaltatori della ristrutturazione avvenuta nel 2000 nei pressi del Jolie, dalla quale Naomi identifica nientemeno che Gary Pearlman, il padre del consigliere Jake. In quello stesso momento Rawls si trova proprio a casa di Gary e Ballard sente uno sparo.

## Capolinea
- Titolo originale: End of the Line
- Diretta da: Sarah Boyd
- Scritta da: Michael Alaimo e Kendall Sherwood

### Trama
Rawls è trasportato in ospedale in gravi condizioni, mentre Gary si è dileguato a bordo della macchina del poliziotto. Jake non riesce a credere che l'assassino di Sarah possa essere suo padre, ammettendo che l'uomo si era chiuso parecchio in sé stesso quando è rimasto vedovo. Ballard convince Berchem a diramare un appello sui media per invitare Gary a desistere dalla fuga e costituirsi. La strategia non funziona, tanto che l'uomo risulta già oltreconfine. Per Ballard e la squadra arriva una notizia ancora peggiore: Rawls non ce l'ha fatta. Ballard tiene un emozionante elogio funebre, sottolineando l'importanza del lavoro svolto dagli ausiliari come Ted. Ballard comunica a Edgar che non tornerà alla Rapine e Omicidi, perché sta bene dove si trova adesso.
Jake consegna a Ballard tutto il materiale trovato a casa del padre. Gary si presenta in ufficio per regolare i conti con Ballard, la quale riesce a fermarlo fratturandogli la mano. Gary confessa di aver scelto le vittime tra coloro che, anteponendo la carriera alla famiglia, non rispondevano al suo ideale di donna. Fuentes torna libero e Abril riabbraccia il ritrovato figlio Gael. Bosch avvisa Ballard che la settimana successiva sei agenti corrotti finiranno davanti al grand jury, tranne Olivas che si è accordato per essere informatore della Procuratrice distrettuale Honey Chandler. Una furiosa Ballard avverte Olivas di non cantare vittoria, dato che ormai tutti nel LAPD conoscono la verità e presto cadrà in disgrazia, esattamente come accaduto a lei. Quella sera una volante della polizia si presenta a casa di Ballard, arrestandola per l'omicidio di Olivas.